# Omloop Het Nieuwsblad sub-23
La Omloop Het Nieuwsblad sub-23 (oficialmente:Omloop Het Nieuwsblad Beloften/Circuit Het Nieuwsblad Espoirs), es una competición de ciclismo en ruta de un día que se disputa en Bélgica. No se debe confundir con la Omloop Het Nieuwsblad, que es la carrera para equipos solamente profesionales.
Su primera edición fue en 1950 y se encontró dentro del UCI Europe Tour desde el año 2010 hasta 2018, en 2010 y 2011 perteneció a la categoría 1.2U (última categoría del profesionalismo en carreras de un día para corredores menores de 23 años) y desde 2012 hasta 2018 en la categoría 1.2 (última categoría del profesionalismo en carreras de un día). En 2019 pasó a ser una carrera amateur.

## Palmarés
| Año  | Ganador                | Segundo                  | Tercero                |
| ---- | ---------------------- | ------------------------ | ---------------------- |
| 1950 | Georges Vermeersch     | Edgard Sorgeloos         | André Demeulenaere     |
| 1951 | Gilbert Vercammen      | Paul Taeldeman           | Albert Vandevoorde     |
| 1952 | Gilbert Van de Wiele   | Joseph De Bakker         | Camilius Demunster     |
| 1953 | Rik Van Looy           | Camilius Demunster       | René Van Meenen        |
| 1954 | Piet de Jongh          | Roger Callewaert         | Maurice Minne          |
| 1955 | Gabriel Borra          | Julien Schepens          | Werner Van Haecke      |
| 1956 | Gustaaf De Smet        | Antoon Diependaele       | Jos Sterckx            |
| 1957 | August Auwers          | Theo Verhoeven           | Marcel Sleeuwaert      |
| 1958 | Lucien Stevens         | Edmond Coppens           | Leopold Coppens        |
| 1959 | Willy Declercq         | Lode Troonbeeckx         | Raoul Lampaert         |
| 1960 | No se disputó          | No se disputó            | No se disputó          |
| 1961 | Emiel Verbiest         | Roland Aper              | Benoni Beheyt          |
| 1962 | Léon Lenaerts          | Werner Verbeke           | Claude Vermaut         |
| 1963 | Jozef Timmerman        | Wilfried Bonte           | Guido Reybrouck        |
| 1964 | Hubert Criel           | Willy Planckaert         | Jos Meesters           |
| 1965 | Robert Legein          | Vital Dheedene           | Jules Van Der Flaas    |
| 1966 | Marcel Maes            | Eddy Beugels             | Fernand De Keyser      |
| 1967 | Pol Mahieu             | Freddy Decloedt          | Robert Van Oostende    |
| 1968 | Joseph Schoeters       | Roger Volckaert          | Willy Moonen           |
| 1969 | Emile Cambré           | Jos Abelshausen          | Frans Kerremans        |
| 1970 | Frans Verhaegen        | Willy Van Mechelen       | Marcel Sannen          |
| 1971 | No se disputó          | No se disputó            | No se disputó          |
| 1972 | Freddy Maertens        | Daniel Moenaert          | Cees Swinkels          |
| 1973 | Gerrie Knetemann       | Ludo Noels               | Ad Dekkers             |
| 1974 | Hans Koot              | Benny Schepmans          | Jean-Luc Vandenbroucke |
| 1975 | Jean-Luc Vandenbroucke | Peer Maas                | Hugo Van Gastel        |
| 1976 | Jacques Vooys          | Roger Young              | Leo van Vliet          |
| 1977 | Gérard Mak             | Leo Van Thielen          | Frits Pirard           |
| 1978 | François Caethoven     | Henk Mutsaars            | Anton van der Steen    |
| 1979 | Peter Zijerveld        | Marc Crassaerts          | Ruud van der Rakt      |
| 1980 | Johny Broers           | Detlef Kurzweg           | Adri van der Poel      |
| 1981 | Willem Van Eynde       | Luc De Decker            | Erik Lamers            |
| 1982 | Alain Lippens          | Roger Van Den Bossche    | Philippe Christiaens   |
| 1983 | Franky Van Oyen        | Rudy Patry               | Gino Knockaert         |
| 1984 | Carlo Bomans           | Frank Verleyen           | Ronny Van Sweevelt     |
| 1985 | Marc Sprangers         | Ronny Van Sweevelt       | Frank Neyrinck         |
| 1986 | Peter Roes             | Andre Vermeiren          | Edwig Van Hooydonck    |
| 1987 | Benny Heylen           | Peter De Clercq          | Patrick Robeet         |
| 1988 | Johnny Dauwe           | Peter Punt               | Jan Vervecken          |
| 1989 | Pascal De Roeck        | Luc Heuvelmans           | Patrick van Passel     |
| 1990 | Patrick Van Roosbroeck | Peter Farazijn           | Stéphane Hennebert     |
| 1991 | Stéphane Hennebert     | Gino Primo               | Patrick Vandermaesen   |
| 1992 | Rufin De Smet          | Sébastien Van Den Abeele | Gino Primo             |
| 1993 | Mario Liboton          | Carl Roes                | Patrick Laenen         |
| 1994 | Patrick Ruyloft        | Gerdy Goossens           | Kris Gerits            |
| 1995 | Danny In 't Ven        | Andy De Smet             | Guillaume Belzile      |
| 1996 | Steven Van Malderghem  | Tim Lenaers              | Jarno Vanfrachem       |
| 1997 | Leif Hoste             | Gunther Stockx           | Jurgen Vermeersch      |
| 1998 | Wesley Huvaere         | Frédéric Finot           | Franck Pencolé         |
| 1999 | Kevin Hulsmans         | Tom Serlet               | James Vanlandschoot    |
| 2000 | Gorik Gardeyn          | Davy Commeyne            | Wesley Van Speybroeck  |
| 2001 | Gert Steegmans         | Tom Boonen               | Jan Kuyckx             |
| 2002 | Johan Vansummeren      | Kevin Van der Slagmolen  | Glen Zelderloo         |
| 2003 | Preben Van Hecke       | Glen Zelderloo           | Hilton Clarke          |
| 2004 | Stijn Vandenbergh      | Sven Renders             | Jean-Paul Simon        |
| 2005 | Nick Ingels            | Pieter Jacobs            | Bart Vanheule          |
| 2006 | Dominique Cornu        | Geert Steurs             | Steven De Decker       |
| 2007 | Gert Dockx             | Stijn Hoornaert          | Steven De Decker       |
| 2008 | Joeri Clauwaert        | Tim Vermeersch           | Sep Vanmarcke          |
| 2009 | Laurens De Vreese      | Sep Vanmarcke            | Jan Ghyselinck         |
| 2010 | Jarl Salomein          | Laurens de Vreese        | Klaas Sys              |
| 2011 | Tom Van Asbroeck       | Huub Duyn                | Olivier Pardini        |
| 2012 | Sander Helven          | Gregory Franckaert       | Dimitri Claeys         |
| 2013 | Dimitri Claeys         | Stig Broeckx             | Clement Lhotellerie    |
| 2014 | Dimitri Claeys         | Dylan Teuns              | Jef Van Meirhaeghe     |
| 2015 | Floris Gerts           | Dimitri Claeys           | Gianni Vermeersch      |
| 2016 | Elias Van Breussegem   | Gianni Vermeersch        | Dennis Coenen          |
| 2017 | Tanguy Turgis          | Aaron Verwilst           | Robbe Ghys             |
| 2018 | Erik Nordsæter Resell  | Brent Van Moer           | Jordi Van Dingenen     |
| 2019 | Ward Vanhoof           | Arne Marit               | Dennis van der Horst   |
| 2020 | No se disputó          | No se disputó            | No se disputó          |
| 2021 | Arnaud De Lie          | Milan Fretin             | Nathan Vandepitte      |
| 2022 | Luca Van Boven         | Siebe Deweirdt           | Warre Vangheluwe       |
| 2023 | Gianluca Pollefliet    | Dylan Vandenstorme       | Warre Vangheluwe       |
| 2024 | Robin Orins            | Matys Grisel             | Liam Van Bylen         |

## Palmarés por países
| País         | Victorias |
| ------------ | --------- |
| Bélgica      | 62        |
| Países Bajos | 8         |
| Francia      | 1         |
| Noruega      | 1         |